# غريغ جونز (لاعب كرة قدم أمريكية أمريكي)
غريغ جونز (بالإنجليزية: Greg Jones)‏ هو لاعب كرة قدم أمريكية أمريكي، ولد في 4 أبريل 1981 في كولومبيا في الولايات المتحدة.

## وصلات خارجية
- جريج جونز على موقع مرجع كرة القدم المحترفة.كوم (الإنجليزية)